# Олимпийский (спортивный комплекс, Москва)
Спорти́вный ко́мплекс «Олимпи́йский» —  спортивно-зрелищный объект, является одним из крупнейших подобных сооружений в России и Европе (до открытия Paris La Défense Arena в 2017 году — самый большой крытый стадион в Европе). Находится в Мещанском районе Москвы, на Олимпийском проспекте, около станции метро «Проспект Мира». 
В 2019 году здания стадиона и плавательного бассейна были закрыты и снесены.
На текущий момент на территории «Олимпийского» проводится масштабная реконструкция, которую планируется завершить в нынешнем году.  

## Описание
Комплекс состоял из двух спортивных сооружений — гигантского овального здания, в котором располагается крытый стадион, а также овального здания с несколькими плавательными бассейнами. Диаметр основной части стадиона составлял 183 метра, цокольной — 224 метра, высота составляла 40 метров, площадь — 33 000 м². Общая площадь всего комплекса 54 887 м². Внешне и по конструкции во многом напоминал снесённый в Санкт-Петербурге СКК «Петербургский», только немного больше по размерам (у СКК диаметры составляли 160 и 193 метра соответственно при той же 40-метровой высоте), что давало возможность размещения 35 тыс. зрителей. Кроме того, при необходимости мог быть создан партер на 10-12 тысяч мест, собранный из раздвижных секций. Архитекторы учли разнообразие использования спортивной арены и разработали систему передвижных блоков по 300 мест каждый.
Все спортивные сооружения комплекса были оснащены полным набором спортивного оборудования и инвентаря для успешного проведения соревнования по 22 видам спорта олимпийской программы.
Для питания зрителей и болельщиков предусматривались кафе «Дельфин» и «Медвежонок» и ресторан «Северный луч».
Каждую зиму рядом с СК «Олимпийский» организовывался бесплатный открытый каток.

### Крытый стадион
Состав стадиона:
- Основная арена
- Спортивный зал гимнастики (42×24 м)
- Игровой зал командных видов спорта (42×24 м)
- Большой (36×18 м) и малый (100 м²) залы хореографии
- Тренажёрный зал (216 м²)
- Тренировочная ледовая площадка (61×31 м)
- Восстановительный центр

Крыша-мембрана крытого стадиона толщиной 6 мм укреплялась на наружном железобетонном кольце, которое покоилось на 40-метровых колоннах. Других промежуточных опор у перекрытия не было. Арена стадиона была приспособлена для нескольких типов покрытий. На ней можно было уложить синтетический ковёр, рекортановую беговую дорожку или превратить её в искусственное ледяное поле.
Основная арена трансформировалась в отдельные площадки для одновременного проведения соревнований по разным видам спорта. Так, например, во время Олимпиады в Москве на южной стороне стадиона 17 тыс. зрителей следили за перипетиями баскетбольного турнира, а в северной части 18 тысяч человек наблюдали за боксёрским поединком.
Особенностью стадиона являлась звуконепроницаемая перегородка высотой свыше 20 м. Составшая из 26 панелей, она собиралась за 2,5 часа и разделяла арену на две части, позволяя проводить одновременно сразу два мероприятия.

### Плавательный бассейн
В составе:
- Тренировочная ванна длиной 50 м (50×25×2,2 м).
- Демонстрационная ванна длиной 50 м (50×25×2,2 м).
- Прыжковая ванна длиной 25 м и глубиной 6 м (25×33×6 м).
- Детская ванна («лягушатник»).
- Обогревочная ванна в прыжковом секторе.
- Сауны, тренировочные и гимнастические залы, зал силовой подготовки, массажные комнаты.

Два пресс-центра (каждый — на 120 посадочных мест), конференц-зал (150 человек), зал заседаний.

## История
Комплекс был заложен 4 марта 1977 года приказом Генерального архитектора Москвы М.Посохина и возведён на месте стадиона «Буревестник» за 3,5 года к XXII Олимпийским играм 1980 года в Москве, и с 19 июля 1980 года - даты открытия Игр «Олимпийский» во время церемонии открытия Московской Олимпиады и вплоть до открытия парижского Paris La Défense Arena являлся самым большим сооружением такого рода на территории Европы. В разработке проекта спорткомплекса участвовали сразу несколько московских и всесоюзных проектных институтов с большой командой архитекторов и инженеров во главе с руководителем авторского коллектива М. В. Посохиным, Б. И. Тхором и Л. С. Аранаускасом были удостоены Ленинской премии за проект в 1982 году. Начальником строительства был инженер В. И. Надеждин, а основным строителем — коллектив Главмоспромстроя.
Строительство началось осенью 1977 года и было завершено весной 1980 года.
Комплекс является местом проведения тренировок около 20 национальных сборных России по различным видам спорта.
За годы своего существования «Олимпийский» познакомился с самыми разными видами спорта: боксом, баскетболом, спортивной и художественной гимнастикой, волейболом, хоккеем с шайбой и хоккеем с мячом, карате и тхэквондо, бадминтоном, лёгкой атлетикой, биатлоном и т. д.
Начиная с 1982 года «Олимпийский» стал популярной музыкальной площадкой, здесь концертировали сотни отечественных и зарубежных исполнителей от поп-музыки до хэви-металла. Историческое событие случилось в декабре 1987 года, когда западная рок-группа впервые приехала на гастроли в СССР: первопроходцами стали группа «Uriah Heep». За ними последовали «Status Quo», «Pink Floyd», «Black Sabbath», «Nazareth» и другие.

## Реконструкция
1 января 2019 стадион спортивного комплекса был закрыт на реконструкцию, которая по плану должна продлиться до 2025 года. Бассейн закрыт летом этого же года. 3 марта начался снос главной арены; к 25 декабря 2020 здание СК полностью снесено.

Проект реконструкции разработало архитектурное бюро группы компаний «Киевская площадь» совместно с компанией АРА. После реконструкции многофункциональный комплекс будет состоять из 4 сооружений, 3 из которых будут объединены стилобатом и системой переходов: Главное здание, Водный комплекс, Физкультурно-оздоровительный комплекс и Малый концертный зал. Согласно обнародованным во время приезда Мэра Москвы С.С. Собянина данным, в «Олимпийском» предусматривается создание: концертной площадки на 12 тыс. человек, кинокластера, парка водных развлечений, торгового пространства, пространства для выставок и пр. В обновлённом спорткомплексе сохранятся плавательный и прыжковый бассейны, появятся гимнастические залы, теннисные корты, крытый каток, оздоровительно-восстановительный комплекс, центр пляжных видов спорта — всего заявлено более 100 площадок и игровых зон для занятия более 30 видами спорта.

## Список значимых событий

### Спортивные мероприятия
- Игры XXII Олимпиады 1980.
- Спартакиады народов СССР в 1983 и 1986 годах.
- Международные соревнования «Дружба-84».
- Игры доброй воли 1986 года.
- Чемпионаты мира:
  - по спортивной гимнастике 1981 года;
  - по скоростным видам подводного плавания 1982 года;
  - по боксу 1989 года;
  - по хоккею с мячом 1989 и 2008 годов;
  - по кикбоксингу в 1993, 1994, 1995, 1997 и 2001 годов;
  - по карате 1997, 2000 годов;
  - по плаванию на короткой воде 2002 года;
  - по лёгкой атлетике в помещении 2006 года.
  - по художественной гимнастике 2010 года;
  - по греко-римской, вольной и женской борьбе 2010 года;
  - по фехтованию 2015 года;
- Молодёжный чемпионат мира по хоккею с мячом 1987 и 1988 годов.
- Чемпионаты Европы:
  - по спортивной гимнастике 1987 года;
  - по тхэквондо 1993 года;
  - по плаванию 1999 года;
  - по традиционному карате 2002 года;
  - по волейболу 2007 года.
- Кубок Европейских чемпионов:
  - по хоккею с шайбой 1981 года;
  - по хоккею с мячом 1982 года.
- Первые Всемирные Юношеские Игры (1998 год; плавание, синхронное плавание, волейбол, спортивная гимнастика)
- Международные спортивные юношеские Игры стран СНГ, Балтии и регионов России (2002 год; спортивная гимнастика, волейбол, плавание, синхронное плавание).
- Юношеский Чемпионат Европы по синхронному плаванию 2002 года.
- Международные турниры по теннису — серии ATP и WTA, с 1991 года «Кубок Кремля», «Кубок Дэвиса», «Кубок Федераций среди женских команд».
- Матчи Мировой и Европейской лиги, этапы кубка Европейских Чемпионов по водному поло.
- Международные матчи серии «Гран-при» по волейболу, бадминтону.
- Международные соревнования по прыжкам в воду серии Гран-при «Весенние ласточки».
- Международный футбольный турнир Кубок чемпионов Содружества в 1994, 1999, 2000, 2001, 2002, 2003, 2004, 2005, 2006, 2007, 2009 и 2010 годов.
- Чемпионат и первенство России по фитнес-аэробике (2006—2012)
- Чемпионат мира по настольному теннису среди команд в 2010 году.
- Гонка чемпионов в 2011 и 2015 годах, первая крупная биатлонная шоу-гонка в России (аналог Рождественской гонки, проводящийся в Германии).
- Чемпионат мира по современному пятиборью 2011 года[12]
- Смешанные боевые искусства:
  - Бой 20 ноября 2011 года Фёдора Емельяненко против Джеффа Монсона
- Бокс:
  - Бой 8 сентября 2012 года за звание чемпиона мира по версии WBC в супертяжёлом весе между Виталием Кличко и Мануэлем Чарром[13]
  - Бой 5 октября 2013 года между Владимиром Кличко и Александром Поветкиным
- Фестиваль экстремальных видов спорта «Прорыв» 2014 и 2015 годов.

### Музыкальные мероприятия

#### 1982—1990
- 1982, 4—12 ноября — сборные концерты (13—14 ноября — отменены в связи с кончиной Л. Брежнева), среди участников — Алла Пугачёва.
- 1983, 8—12 марта — сборные концерты «Дарите женщинам цветы», среди участников — Алла Пугачёва.
- 1983, 14—15 мая — сборные концерты «Если в сердце весна», среди участников — Алла Пугачёва.
- 1983, 21—27 июня — 8 концертов группы «Space».
- 1983, 2—11 декабря — сборные концерты «О времени, о жизни, о любви», среди участников — Алла Пугачёва, Иосиф Кобзон, Лев Лещенко.
- 1984, 24—27 марта — сборные концерты, среди участников — Алла Пугачёва.
- 1984, 2—5, 8—12, 15—17 июня — премьера концертной программы «Пришла и говорю» Аллы Пугачёвой (12 концертов).
- 1984, 3—5, 7—11 ноября — концертная программа «Пришла и говорю» Аллы Пугачёвой (8 концертов).
- 1985, 1—12 мая — сборные концерты, среди участников — Алла Пугачёва.
- 1985, 12—20 июня — Риккардо Фольи.
- 1986, 30 мая — сборный благотворительный концерт-акция «Счёт № 904» в помощь жертвам аварии в Чернобыле. Участники: Алла Пугачёва, Владимир Кузьмин, группа «Автограф», группа «Браво», Александр Градский, группа «Круиз».
- 1986 — концерты в рамках гастролей по СССР группы «Ricchi e Poveri».
- 1986 — шоу Владимира Преснякова (младшего).
- 1987, 1—9 мая — сборные концерты, среди участников — Алла Пугачёва.
- 1987, июнь — 2 концерта Адриано Челентано, единственные выступления певца на территории СССР и России.
- 1987, 27—30 июля, 1 августа — Билли Джоэл, в рамках мирового тура «The Bridge».
- 1987, 6—8 ноября — сборные концерты, среди участников — Алла Пугачёва.
- 1987, 4—8 октября — первые в СССР 5 концертов Томаса Андерса.
- 1987, 7—16 декабря — 10 концертов группы «Uriah Heep». Это первые концерты западной рок-группы на территории СССР, на разогреве выступает группа «Земляне».
- 1988, 29—31 января — дискотеки Сергея Минаева, среди участников — Алла Пугачёва.
- 1988, 17—24 ноября — сборные концерты «Победители», среди участников — Алла Пугачёва.
- 1988, 15—18, 21—24, 26—31 августа — первые в СССР 14 концертов группы «Status Quo».
- 1988, 11—21 декабря — сборная шоу-программа «Рождественские встречи», режиссёр-постановщик — Алла Пугачёва (11 концертов).
- 1989, 15 января — благотворительный концерт с участием группы «Ласковый май».
- 1989, 8 марта — Международная программа «Магия женщины» с участием группы «Ласковый май».
- 1989, 13 апреля — Первый международный фестиваль «Звуковая дорожка».
- 1989, с 28 апреля по 2 мая — 5 концертов группы «Ласковый май».
- 1989, конец мая — 20 летний юбилей группы «Машина времени», и 30 летний юбилей группы «The Beatles»
- 1989, 3—4, 6—8 июня — шесть концертов группы «Pink Floyd» в рамках тура «A Momentary Lapse of Reason Tour».
- 1989, осень — группа «Маленький принц».
- в 1989 году с 3 по 6 сентября впервые в СССР прошёл первый сольный концерт певицы Сандры.
- 1989, 3—16 ноября — 13 концертов Дитера Болена с группой «Blue System».
- 1989, 19—26 ноября — 11 концертов «Black Sabbath», в рамках «Headless Cross tour». На разогреве группа выступает группа «Girlschool».
- 1989, 2—17 декабря — сборная шоу-программа «Рождественские встречи», режиссёр-постановщик — Алла Пугачёва (20 концертов).
- 1989—1990, с 28 декабря по 10 января — концерты группы «Ласковый май», шоу-ревю «Белые розы — белой зимой».
- 1990, 1—6 февраля — 6 концертов группы «Nazareth».
- 1990, февраль — серия концертов Владимира Преснякова (младшего) с группой «Капитан», программа «Прощание с детством».
- 1990, 22—26 февраля — 6 концертов Томаса Андерса.
- 1990, 2 мая — группа «Дюна», в рамках фестиваля «Звуковая дорожка».
- 1990, 5 мая — 2 концерта группы «Кино», в рамках фестиваля «Звуковая дорожка».
- 1990, 7—8 мая — премьера концертной программы «Мнe кажется, что я ещё не жил» Валерия Леонтьева, 2 концерта в рамках фестиваля «Звуковая дорожка».
- 1990, 11—13 мая — 3 концерта Яна Гиллана (первые выступления солиста группы «Deep Purple» в СССР; возможно, в рамках фестиваля «Звуковая дорожка»).
- 1990, 15—18 июня — 4 концерта Патрисии Каас. Первые выступления певицы в СССР, в рамках тура «Scène de vie».
- 1990, 9 октября — сборный рок-концерт «Леннон с нами».
- 1990, 9—10 ноября — 2 концерта группы «Asia».
- 1990, ноябрь — три концерта Дмитрия Маликова.
- 1990, 5—25 декабря — сборная шоу-программа «Рождественские встречи», режиссёр-постановщик — Алла Пугачёва (21 концерт).

#### 1991—1999
- 1990—1991, с 28 декабря по 10 января — 13 концертов группы «Ласковый май», шоу-ревю «Белые розы — белой зимой».
- 1991, февраль — 12 концертов группы «Nazareth».
- 1991, март — серия концертов группы «Любэ» с программой «Вся власть — Любэ!».
- 1991, май — фестиваль «Звуковая дорожка».
- 1991, 1—2 июня — Международный музыкальный фестиваль в рамках акции «Дети Чернобыля — наши дети»; в рамках фестиваля впервые в России выступила C.C. Catch.
- 1991, 26—28 ноября — 3 концерта Патрисии Каас, в рамках тура «Scène de vie».
- 1991, 29 ноября — сборный рок-концерт, посвящённый годовщине «Телекомпании ВИD».
- 1991, 1 декабря — сборный рок-концерт «ВИD — АнтиСПИД. Музыка против СПИДа».
- 1991, 6—8, 10—15, 17—22 декабря — сборная шоу-программа «Рождественские встречи», режиссёр-постановщик — Алла Пугачёва (15 концертов).
- 1992, январь — концерт Богдана Титомира.
- 1992, 15—16 февраля — фестиваль «Песня года».
- 1992, март — совместная программа Игоря Николаева и Наташи Королёвой «Дельфин и Русалка».
- 1992 — 7 концертов Олега Газманова с группой «Эскадрон».
- 1992, 20—22 ноября — 5 концертов Ирины Аллегровой.
- 1992, декабрь — сборная шоу-программа «Рождественские встречи», режиссёр-постановщик — Алла Пугачёва.
- 1993, 25 мая — концерт группы «Cannibal Corpse» (впервые в России).
- 1993, 2—4 июня — 3 концерта группы «Iron Maiden» (впервые в России), «Fear of the Dark tour».
- 1994, 27—28 сентября — 2 концерта Патрисии Каас, в рамках тура «Je te dis vous».
- 1994, 1 декабря — сборный рок-концерт «ВИD — АнтиСПИД. Музыка против СПИДа».
- 1995, февраль — серия концертов Владимира Преснякова (младшего) с программой «Замок из дождя».
- 1995, апрель — 2 концерта Леонида Агутина.
- 1995, 2 мая — Roxette, в рамках тура «Crash!Boom!Live!».
- 1995, 13 мая — первый фестиваль «Максидром».
- 1996, 13 января — East 17, первое выступление в России.
- 1996, 25 мая — Кар-мэн, в рамках общенациональной кампании «Голосуй, или проиграешь».
- 1996, 13 июня — Билли Джоэл.
- 1997, 7—8 марта — 2 концерта Валерия Меладзе.
- 1997, 15 апреля — сборный концерт «Сюрприз для Аллы Борисовны».
- 1997, 24 мая — очередной фестиваль «Максидром». С этого момента и до 2006 года проводился в СК ежегодно, обычно в двадцатых числах мая.
- 1997, 22 ноября — Олег Газманов с программой «Эскадрон моих песен шальных».
- 1997, 19—21 декабря — сборная шоу-программа «Рождественские встречи», режиссёр-постановщик — Алла Пугачёва (3 концерта).
- 1998, 21 февраля — группа Агата Кристи с юбилейной программой «10 лет жизни». Первый в истории «Олимпийского» концерт, на котором зрителям разрешили стоять и танцевать в партере.
- 1998, 6—9 марта — шоу Филиппа Киркорова в рамках тура «Лучшее, любимое и только для вас» (4 концерта; по другим данным 5—8 марта).
- 1998, 2 июня — Faithless.
- 1998, 19—20 июня — 2 концерта группы ДДТ, в рамках тура «Мир номер ноль».
- 1998, 5 сентября — Depeche Mode, первый концерт в России, The Singles Tour.
- 1998, 21 ноября — Deep Purple, тур в поддержку альбома «Abandon».
- 1999, 26 февраля — Scooter, первое выступление в России.
- 1999, 27 февраля — Алиса, юбилейный концерт «15 лет как один день».
- 1999, 5 марта — Dio, впервые в Москве.
- 1999, 1—2 апреля — Kiss, тур в поддержку альбома «Psycho Circus». Концерты были отменены из-за начавшейся войны в Югославии.
- 1999, 24 апреля — Стрелки, с программой «Стрелки всех дорог».
- 1999, 17 декабря — сборный концерт в поддержку Юрия Лужкова, среди участников — Алла Пугачёва.
- 1999, 18 декабря — Машина времени, концерт в честь 30-летия группы.

#### 2000—2004
- 2000, 13 февраля — East 17.
- 2000, 19 февраля — Чайф, концерт в честь 15-летия группы.
- 2000, 4—5 марта — 2 концерта Милен Фармер, в рамках «Mylenium Tour». Первые выступления певицы в России.
- 2000, 7 марта — сборный концерт звёзд российской эстрады «Для вас, женщины».
- 2000, 31 марта — сборный рок-концерт «Чужие песни и немного своих», посвящённый памяти Анатолия Крупнова.
- 2000, 1 апреля — Земфира, «Прости меня моя любовь»; первый большой концерт певицы в Москве.
- 2000, 13 мая — Любэ, концерт в честь 10-летия группы.
- 2000, 1 августа — Элис Купер, впервые в Москве, в рамках «Brutal Planet tour».
- 2000, 9 сентября — презентация саундтрека к фильму Брат 2.
- 2000, 4 ноября — ДДТ с программой 20:00, посвящённой 20-летию группы.
- 2000, 17 ноября — фестиваль «Кинопробы».
- 2000, 9 декабря — Машина времени и Воскресение, совместная программа «50 на двоих».
- 2000, 12 декабря — Международный фестиваль «Rap Music».
- 2000, 13 декабря — Филипп Киркоров вместе с Лу Бега в программе «Король мамбо».
- 2000, 22 декабря — Гарик Сукачёв с программой «от Бригады С до Неприкасаемых».
- 2000, 23 декабря — фестиваль шансона «Звёздная пурга».
- 2001, 1 февраля — Duran Duran, первый концерт в России, тур в поддержку альбома «Pop Trash».
- 2001, 3 февраля — рок-н-ролл-фестиваль «Forever Gold — Навеки золотые!» с участием групп «The Glitter Band», «Mungo Jerry», «Christie», «Mickey Finn’s T-Rex», «Slade».
- 2001, 24 февраля — Мэрилин Мэнсон, в рамках тура «Guns, God and Government», первый концерт в России.
- 2001, 7 марта — фестиваль «Бомба года», организованный радио «Динамит FM».
- 2001, 18 марта — A-ha.
- 2001, 3 апреля — Мумий Тролль, «Ртуть Алоэ XXI» (в поддержку альбома Точно Ртуть Алоэ).
- 2001, 28 апреля — Чайф, «Время не ждёт».
- 2001, 29 мая — Eagles.
- 2001, 4 июня — Sting.
- 2001, 31 июля — Mark Knopfler, впервые в Москве.
- 2001, 16 сентября — Depeche Mode, Exciter Tour.
- 2001, 11 октября — Би-2 и Сплин — «Феллини-тур», концерт «Финальный кадр».
- 2001, 7 ноября — Roxette, в рамках «Room Service Tour».
- 2001, 19 декабря — HIM.
- 2002, 14 февраля — презентация саундтрека к телешоу «Последний герой».
- 2002, 7 марта — фестиваль «Бомба Года», организованный радио Динамит FM.
- 2002, 19 марта — Deep Purple.
- 2002, 29 мая — Roger Waters.
- 2002, 28 июня — A-ha.
- 2002, 12 ноября — Алсу с программой «Solo».
- 2002, 14 ноября — Роберт Плант, первый концерт в России, с группой Strange Sensation, в поддержку альбома «Dreamland».
- 2002, 16 ноября — фестиваль «Да здравствует Шансон!», посвящённый дню рождения Радио Шансон, с этого момента и до 2005 года проводился в СК ежегодно, в ноябре.
- 2002, 26 декабря — финальный гала-концерт проекта «Фабрика звёзд 1».
- 2003, 19 марта — фестиваль «Бомба Года», организованный радио Динамит FM.
- 2003, 2 апреля — Сезария Эвора.
- 2003, 17 мая — HIM, Apocalyptica, Chumbawamba выступили в рамках фестиваля «Максидром».
- 2003, 27 апреля — Мумий Тролль, в рамках тура «Меамуры тур».
- 2003, 5 июня — Первая церемония вручения «Премии Муз-ТВ», с этого момента и до 2015 года проводился в СК ежегодно, в июне.
- 2003, 13 июня — финальный гала-концерт проекта «Фабрика звёзд 2».
- 2003, 18 июня — Massive Attack, 100th Window tour.
- 2003, 20 марта — A-ha, концерт был отменён.
- 2003, 17 июля — Бьорк, первое выступление в России.
- 2003, 9 ноября — Robbie Williams.
- 2003, 12 ноября — ДДТ, концерт «Эй! Ленинград, Петербург, Петроградище!!!»; идея проведения этого концерта возникла после запрещения рок-фестиваля, посвящённого 300-летию Санкт-Петербурга.
- 2003, 9 декабря — финальный гала-концерт проекта «Фабрика звёзд 3».
- 2003, 18 декабря — Король и Шут.
- 2004, 29 марта — фестиваль «Бомба года», организованный радио Динамит FM.
- 2004, 11 апреля — Би-2 и Чайф, «Иномарки-тур».
- 2004, 16 мая — Первая церемония награждения Национальной Премией «Воины Духа».
- 2004, 8 июня — финальный гала-концерт проекта «Фабрика звёзд 4».
- 2004, 19 июня — Placebo, Soulmates Never Die tour.
- 2004, 6 июля — Pink, первое выступление в России, в рамках Try This Tour.
- 2004, 15 сентября — Сара Брайтман, первое выступление в России, в рамках «The Harem Tour».
- 2004, 21 октября — Deep Purple, тур в поддержку альбома «Bananas».
- 2004, 28 ноября — Rammstein в рамках Reise, Reise Tour.
- 2004, 1 декабря — Мираж, программа «Мираж 18 лет», с участием всех солисток группы.
- 2004, 8 декабря — Третий международный фестиваль «Авторадио» «Дискотека 80х». С этого момента проводится в СК ежегодно, в декабре.
- 2004, 11 декабря — Звери.
- 2004, 20 декабря — финальный гала-концерт проекта «Фабрика звёзд 5».

#### 2005
- 10 марта — фестиваль «Бум года» радиостанции «Динамит FM».
- 30 марта — Билли Джоэл.
- 8 мая — гала-концерт, посвящённый 60-летию победы в Великой Отечественной войне.
- 20 мая — Franz Ferdinand.
- 22 октября — Фил Коллинз, первое выступление в России.

#### 2006
- 29 марта — танцевальный марафон «Радио Энергия» «Энергия Mega Dance».
- 20 мая — Рики Мартин, первое выступление в России.
- 10 июня — The Cardigans, Би-2 на фестивале «Максидром».
- 18 июня — Jamiroquai, Dynamite tour (в рамках фестиваля «Tuborg GreenFest»).
- 29 июня — финальный гала-концерт проекта «Фабрика звёзд 6».
- 26 июля — Sting, Broken Music Tour.
- 19 октября — Deep Purple, Rapture of the Deep tour.
- 1 ноября — фестиваль «Ээхх, Разгуляй!», посвящённый дню рождения Радио Шансон. Преемник фестиваля «Да здравствует шансон!», с этого момента проводится в СК ежегодно, в ноябре.
- 11 ноября — A-ha, Analogue tour.
- 16 ноября — Григорий Лепс, презентация альбома «В центре Земли».
- 18 ноября — Валерия.
- 9 декабря — фестиваль «Песня года».
- 16 декабря — «Arabesque» и «Secret Service» на фестивале «Легенды „Ретро FM“».

#### 2007
- 1—3 января — фестиваль «Song Of the Year».
- 7 марта — Машина времени, презентация альбома «Time Machine».
- 27 мая — Ozzy Osbourne, Black Rain tour.
- 1 июня — Кристина Агилера, первый концерт в России, на церемонии вручения «Премии Муз-ТВ».
- 6 июня — Linkin Park.
- 8 июня — Аквариум, концерт в честь 35-летия группы.
- 20 июня — Андреа Бочелли.
- 5 июля — Джордж Майкл, первое выступление в России, 25 Live tour.
- 12 июля — Aerosmith, World Tour 2007.
- 27 сентября — Tokio Hotel, Zimmer 483 Tour.
- 17 октября — Бейонсе, первое выступление в России, в рамках мирового тура «The Beyoncé Experience».
- 12 ноября — сборный концерт участников и победителей премии RAMP-2007.
- 25 ноября — Энрике Иглесиас, «Insomniac».
- 28 ноября — финальный гала-концерт проекта «Фабрика звёзд 7».
- 9 декабря — фестиваль «Песня года».
- 15 декабря — Ace of Base (первое выступление группы в России) на фестивале «Легенды Ретро FM».

#### 2008
- 7 марта — «Чартова дюжина. Top 13», церемония награждения премией от «Нашего радио».
- 22 марта — МакSим, в рамках тура «Мой рай».
- 23 марта — Rihanna, первый общедоступный концерт в России, в рамках тура «Good Girl Gone Bad».
- 1 апреля — Земфира, финальный концерт тура в поддержку альбома Спасибо.
- 27 апреля — Mark Knopfler, Kill to Get Crimson tour.
- 29 апреля — Pussycat Dolls, концерт был отменён.
- 21 мая — Backstreet Boys, Unbreakable World Tour 2008.
- 24 мая — Kiss, первый концерт в России, Kiss Alive/35 World Tour.
- 14 июня — Lenny Kravitz, Би-2 на фестивале «Максидром».
- 16 июня — Kylie Minogue, KylieX2008 tour.
- 26 июня — Таркан.
- 13 июля — Nelly Furtado.
- 19 августа — Iron Maiden, Somewhere Back in Time World Tour.
- 12 сентября — Хуанес.
- 15—16 сентября — 2 совместных концерта Queen & Paul Rodgers, в рамках The Cosmos Rocks tour.
- 24 сентября — ДДТ с программой «Не стреляй», посвящённой Войне в Южной Осетии.
- 16 октября — Кристина Агилера, концерт был отменён.
- 27 октября — Deep Purple, Rapture of the Deep tour.
- 5 ноября — Slipknot, первый концерт в России, All Hope Is Gone Tour.
- 8 ноября — Дидье Маруани на фестивале «Легенды „Ретро FM“».
- 22 ноября — Валерий Меладзе.
- 30 ноября — Алиса с юбилейной программой «25,35,50», посвящённой 25-летию группы.
- 1 декабря — The Prodigy, концерт был отменён.
- 3 декабря — The Offspring.
- 7 декабря — фестиваль «Песня года».
- 17 декабря — Nautilus Pompilius, разовое воссоединение группы, посвящённое 25-летию и презентации сборника «Нау Бум».

#### 2009
- 14 февраля — Big Love Show «Love Radio».
- 21 февраля — Мельница, презентация альбома «Дикие травы».
- 7 марта — премия «Нашего радио» «Чартова дюжина».
- 12—16 мая — Евровидение-2009.
- 28 июня — Scorpions, The Rasmus, Alice Cooper, Kingdom Come выступили в рамках фестиваля «Монстры Рока».
- 1 июля — Милен Фармер, шоу «En Tournee 2009».
- 21 июля — Бритни Спирс, впервые в Москве, в рамках мирового турне «The Circus Starring: Britney Spears».
- 1 октября — Хулио Иглесиас.
- 3 октября — Сплин.
- 4 октября — Ранетки.
- 7 октября — Элтон Джон, «Red Piano Show».
- 4 ноября — фестиваль «Легенды Ретро FM».
- 2 ноября — Бейонсе, в рамках мирового тура «I Am».
- 17 ноября — Агата Кристи с концертом прощального тура «Эпилог».
- 20 ноября — Григорий Лепс, презентация альбома «Водопад».
- 21 ноября — Гарик Сукачёв, юбилейный концерт «5:0 В мою пользу!».
- 22 ноября — A-ha.
- 6 декабря — фестиваль «Песня года».
- 9 декабря — Уитни Хьюстон, в рамках «I Look to You Tour».
- 11 декабря — Машина времени, в рамках тура «Сорок лет в роке».
- 12 декабря — Кипелов.

#### 2010
- 6 февраля — Depeche Mode, в рамках Tour of the Universe.
- 13 февраля — Big Love Show от «Love Radio».
- 28 февраля и 1 марта — 2 концерта группы Rammstein, в рамках «LIFAD-Tour».
- 5 марта — Ирина Аллегрова, «Грандиозное праздничное шоу 8 марта».
- 7 марта — «Чартова дюжина. Top 13», церемония награждения премией от «Нашего радио».
- 13 марта — фестиваль «Супердискотэка 90-х c MTV» организован «Радио Рекорд».
- 3 апреля — Чайф, в рамках тура «25 лет выдержки».
- 9 апреля — Эрос Рамазотти.
- 24—25 апреля — 2 концерта группы Metallica, в рамках «World Magnetic Tour».
- 8 июня — Guns N’ Roses, впервые в Москве, в рамках мирового турне в поддержку альбома «Chinese Democracy».
- 3 октября — Limp Bizkit, в рамках «Gold Cobra European Tour».
- 7 октября — фестиваль «20 лет без Кино».
- 30 октября — фестиваль «Легенды Ретро FM».
- 9 ноября — последний концерт группы A-ha в Москве, в рамках прощального тура «Ending on a High Note».
- 27 ноября — Ария совместно с группами Артерия, Кипелов, Маврин, Мастер, в рамках тура «Ария. XXV лет».
- 4 декабря — фестиваль «Песня года».
- 9 декабря — «Мумий Тролль», завершающий концерт тура в поддержку альбома «Редкие земли».
- 10 декабря — 30 Seconds to Mars, в рамках «Hurricane Tour».
- 11 декабря — концертная версия мюзикла Нотр-Дам де Пари.

#### 2011
- 11 февраля — Iron Maiden, в рамках «Final Frontier Tour».
- 13 февраля — «Big Love Show» «Love Radio».
- 5 марта — «Чартова дюжина. Top 13», церемония награждения премией от «Нашего радио».
- 6 марта — совместный концерт «Восемь».
- 12 марта — Scooter на фестивале «Супердискотэка 90-х c MTV», организованном Радио Рекорд.
- 15 марта — Slayer и Megadeth, в рамках совместного турне «World Carnage Tour».
- 23 марта — Deep Purple.
- 13 апреля — Энрике Иглесиас, «Euphoria».
- 16 апреля — весенний концерт «Диско Дача».
- 23 апреля — Роджер Уотерс, «The Wall Live».
- 29 апреля — «Алиса», юбилейный концерт «Шабаш XX лет».
- 22 мая — Muse.
- 24 мая — Shakira.
- 26 мая — Scorpions, в рамках прощального мирового турне.
- 27 мая — The Chemical Brothers, «Further».
- 3 июня — премия Муз-ТВ 2011.
- 13 июня — Sting, в рамках «Symphonicity tour 2011».
- 21 июня — System of a Down, впервые в России, в рамках «Reunion Tour».
- 29 июня — Slipknot.
- 24 сентября — Бритни Спирс, в рамках «Femme Fatale Tour».
- 9 ноября — ДДТ, премьера программы «Иначе».
- 20 ноября — M-1 Global: Федор Емельяненко vs. Джеффри Монсон.
- 22 ноября — благотворительный концерт «Нет наркотикам!», организован фондом «Федерация», в рамках предвыборной кампании Путина.
- 3 декабря — фестиваль «Песня года».
- 11 декабря — Звери, с программой «10 лет в Олимпийском!».
- 14 декабря — Пол Маккартни, в рамках «On The Run tour».
- 17 декабря — фестиваль «Легенды Ретро FM».

#### 2012
- 10—11 февраля — 2 концерта группы Rammstein, в рамках тура «Made in Germany».
- 14 февраля — Big Love Show от «Love Radio».
- 25 февраля — «Top Gear Live».
- 2 марта — концерт в поддержку Михаила Прохорова на Президентских выборах, среди участников — Алла Пугачёва, «Машина времени», Максим Леонидов и Serebro.
- 7 марта — Ирина Аллегрова, в рамках прощального турне.
- 8 марта — фестиваль «Супердискотэка 90-х c MTV».
- 20 апреля — Ёлка (камерный зал «Север»).
- 21 апреля — весенний концерт «Диско Дача».
- 3 июля — Queen и Adam Lambert.
- 20 июля — Джордж Бенсон, Guitar Man Tour. (камерный зал «Север»).
- 25 июля — Стинг, Back To Bass Tour.
- 7 августа — Madonna, в рамках мирового тура The MDNA Tour.
- 18 сентября — Placebo.
- 30 сентября — сборный рок-концерт памяти Виктора Цоя.
- 25 октября — Nickelback.
- 28 октября — Deep Purple.
- 30 октября — «Градусы» (камерный зал «Север»).
- 1 декабря — фестиваль «Песня года».
- 6 декабря — Алессандро Сафина (камерный зал «Север»).
- 8 декабря — сборная шоу-программа «Рождественские встречи», режиссёр-постановщик — Алла Пугачёва.
- 12 декабря — Леди Гага, в рамках масштабного мирового тура The Born This Way Ball Tour.
- 15 декабря — фестиваль «Легенды Ретро FM».
- 18 декабря — Marilyn Manson, в рамках мирового тура Hey, Cruel World….

#### 2013
- 22—27 января — Cirque du Soleil в рамках мирового шоу «Michael Jackson The Immortal World Tour».
- 7 и 8 марта — Лучшие песни из мюзикла Нотр Дам де Пари.
- 9 марта — Супердискотека 90-х.
- 30 марта — Сергей Лазарев, шоу «Лазарев».
- 30 апреля — Джастин Бибер, впервые в Москве, в рамках мирового тура «Believe Tour».
- 7 июня — Премия Муз Тв 2013.
- 21 июня — Green Day, впервые в России, в рамках мирового тура «99 Revolutions Tour».
- 18 июля — Iron Maiden.
- 25 сентября — Селена Гомес, впервые в Москве, в рамках мирового тура «Stars Dance Tour 2013» (впоследствии выступление было отменено).
- 1 ноября — Милен Фармер «Timeless 2013».
- 6 ноября — Deep Purple, в рамках «Now What?! World Tour».
- 30 ноября — Алиса, в рамках всероссийского тура, посвящённого 30-летию группы.
- 7 декабря — фестиваль «Песня года».
- 14 декабря — фестиваль «Легенды „Ретро ФМ“».

#### 2014
- 7 марта — Depeche Mode, в рамках мирового тура The Delta Machine Tour.
- 9 марта — Хор Турецкого.
- 15 марта — Любэ, юбилейный концерт в честь 25-летия группы.
- 16 марта — 30 Seconds To Mars.
- 22 марта — Прорыв, VII фестиваль экстремальных видов спорта.
- 25—26 марта — Top Gear Live, автомобильное шоу.
- 5 апреля — «Гонка чемпионов», соревнования лучших биатлонистов мира.
- 19 апреля — Супердискотека 90-х, музыкальный фестиваль.
- 25 апреля — «Disco Дача», музыкальный фестиваль.
- 17 мая — Джастин Тимберлейк, впервые в России в рамках The 20/20 Experience World Tour.
- 24 мая — Aerosmith, концерт в рамках мирового турне.
- 1 июня — Black Sabbath, впервые в России за 25 лет. Группа закончила выступление раньше срока из-за проблем со звуком.
- 2 июня — Linkin Park, в рамках европейского тура, в поддержку шестого студийного альбома.
- 6 июня — Премия Муз-ТВ 2014 «Эволюция».
- 27 сентября — Armin Van Buuren, в рамках мирового тура Armin Only Intense.
- 22 ноября — Игорь Крутой, творческий вечер.
- 29 ноября — Большая дискотека 80-х.
- 6 декабря — Песня года, музыкальный фестиваль.
- 13 декабря — Легенды «Ретро FM» 10 лет.
- 20 декабря — Сплин, 20 лет группе, премьера двойного альбома «Резонанс».
- 27 декабря — 11 января — Ледниковый период Live, ледовое арена-шоу.
- 27 декабря — 10 января — Спасти Северное Сияние, представление на воде.

#### 2015
- 14 февраля — Big Love Show, музыкальный фестиваль.
- 27 февраля — Агата Кристи, «ностальгический концерт».
- 14 марта — «Прорыв», VIII фестиваль экстремальных видов спорта.
- 20 марта — Thirty Seconds To Mars, в рамках мирового тура, концерт был перенесен на 22 марта.
- 21 марта — Чайф, юбилейный концерт в честь 30-летия.
- 28 марта — «Do Damage Монстрмания», шоу грузовиков.
- 12 апреля — Robbie Williams, концерт в рамках мирового турне «Let Me Entertain You Tour».
- 20 апреля — System of a Down.
- 23 апреля — Баста.
- 27 мая — Scorpions, юбилейный концерт.
- 12 июня — Sensation, главное танцевальное событие в мире.
- 13—19 июля — Чемпионат мира по фехтованию.
- 27 августа — Metallica, концерт в рамках мирового тура.
- 29 августа — Linkin Park.
- 17—25 октября — «„Банк Москвы“ Кубок Кремля», XXVI Международный теннисный турнир.
- 3 ноября — Ирина Аллегрова.
- 21 ноября — Золотой Граммофон, XX ежегодная церемония.
- 2 декабря — Nickelback, концерт в рамках мирового турне.
- 5 декабря — Песня года-2015.
- 9 декабря — Bring Me The Horizon.

#### 2016
- 1 и 4 апреля — Земфира, в рамках тура «Маленький человек»
- 25 июня — Iron Maiden, в рамках тура «The Book of Souls World Tour».

#### 2017
- 5 марта — ДДТ с программой «История звука».
- Рок-фестиваль Максидром.
- Выступление с зонг-оперой Todd Михаила Горшенёва.
- Конкурс песни Евровидение-2009.
- Выступление Леди Гага во время The Born This Way Ball Tour (2012).
- Концерт звёзд эстрады в поддержку кандидатуры Михаила Прохорова.
- Премии Муз-ТВ (2003—2014, 2016—2018).
- Sensation 2015 «Wicked Wonderland».
- Sensation 2016 «Welcome to the Pleasuredome».
- 6 ноября 2017 Исполнитель OXXXYMIRON приглашает своих старых и новых слушателей на эпохальное сольное шоу в "Олимпийском"

## Собственник и доходы
С мая 2014 года владельцем 65 % акций спорткомплекса Олимпийский является ЗАО «Нефтегазпрод» (100 % которого принадлежат Варваре Филипповой). Фактическим владельцем до декабря 2015 года являлся Дмитрий Шумков.
27,45 % принадлежит компании «Высшая лига „Траст“» (60 % принадлежит Павлу Фуксу, 20 % — Павлу Пожигайло), 8,5 % акций принадлежат менеджменту спорткомплекса.
Выручка за 2013 год составила 1,255 млрд рублей, расходы — 1,216 млрд рублей. Основной доход (450 млн рублей, около 38 % выручки) — от аренды помещений под торговые и офисные площади, на аренде площадей под спортивные секции — 365 млн рублей (29 %). Проведение концертов и спортивных мероприятий принесло 302 млн рублей (24 % в выручки).
В декабре 2017 года компания «Киевская площадь» миллиардеров Года Нисанова и Зараха Илиева приобрела у группы компаний «Альянс», президентом которой является Муса Бажаев, спорткомплекс «Олимпийский». 

## Генеральные директора
- Бобровников Эдуард Николаевич (1980—1986)
- Дробинский Виктор Михайлович (1986—1997)[15]
- Чурилин Владимир Михайлович (1998—2011)[16]
- Москалёв Михаил Валериевич (2011—2014)
- Дюмин Артём Геннадьевич (2014—2019)
- Гурецкий Юрий Борисович (2019—2021)
- Бюль-Бюль Теймур Полад Оглы (2021—2023)
- Голембо Олег Дмитриевич (с 2023)

## Некоторые факты
- С момента открытия и до 2017 года спорткомплекс «Олимпийский» был крупнейшим крытым стадионом в Европе.
- Ежегодно в «Олимпийском» проводилось около 250 зрелищных культурных и спортивных мероприятий, которые посещали примерно 3,5 млн человек.
- В СК постоянно функционировали спортивные секции, которые посещали около 6000 человек ежедневно.
- На территории комплекса занимались физкультурно-оздоровительной деятельностью около 50 тысяч москвичей, начиная с детско-юношеских спортивных школ, и заканчивая секциями для людей с теми или иными физическими нарушениями.
- С начала 1980-х годов на стадионе находилась база Аллы Пугачёвой (позднее — Театр песни Аллы Пугачёвой).
- Олимпийский пользовался популярностью среди членов различных религиозных организаций. В 1992 году американский проповедник Билли Грэм выступил в нем со своей проповедью. В том же году секта Аум синрикё начала регулярно проводить там сеансы массовой медитации.
- 10 апреля 1993 года на территории спортивного комплекса был убит криминальный авторитет Валерий Длугач, также известный под кличкой «Глобус».
- В южной и западной частях здания спорткомплекса, на первых пяти этажах, находился один из крупнейших книжных рынков в России, работавший в первой половине дня.
- В здании стадиона находилась студия звукозаписи композитора Аркадия Укупника «Олимпик», где записывались многие известные и популярные артисты.
- В здании с плавательными бассейнами в 2012—2017 гг. функционировал музыкальный клуб Алексея Козлова.
- На арене спорткомплекса проходили съёмки новеллы о Светлане Хоркиной в исполнении актрисы Кристины Асмус в фильме «Чемпионы: Быстрее. Выше. Сильнее».
- Последним артистом, давшим свой концерт перед закрытием арены на реконструкцию, был Филипп Киркоров.

## Фильмы
Кинофильмы, снятые в спорткомплексе:
- «Душа», 1981 г.
- «Пришла и говорю», 1985 г.
- «Божья тварь», 1991 г.
- «Чемпионы: Быстрее. Выше. Сильнее», 2016 г.